# Улица Шмулевича (Владикавказ)
Улица Шмуле́вича — улица во Владикавказе, Северная Осетия, Россия. Располагается в Иристонском муниципальном округе между улицами Ватутина и Зураба Магкаева.
Улица Шмулевича пересекается с Пушкинской улицей.
От улицы Шмулевича на север начинаются улицы Декабристов, Братьев Габайраевых и Народов Востока.
С юга к улице Шмулевича примыкает Комсомольская улица.

## История
Улица названа именем революционного деятеля С. Я. Шмулевича.
Улица образовалась в начале XIX века, обозначена в списке улиц г. Владикавказа 1891 года как Атаманская улица. Вдоль Атаманской улицы находилось 1-е городское кладбище, на месте которого в советское время разбили Комсомольский парк. На углу с Шоссейной улицей (улица Ватутина) находились казармы 2-го Сунженско-Владикавказского полка. В 1950-е годы на их месте были построены жилой пятиэтажный дом.
8 апреля 1926 года постановлением заседания Президиума Владокрисполкома (протокол № 30/13, п.25) Атаманская улица переименована в улицу имени С. Я. Шмулевича:

«Постановление Райисполкома Верхне-Осетинской слободки (№ 7 § 1, от 7/4-26 г.) о переименовании ул. Атаманской в ул. им. Шмулевича утвердить».
В 1960 году на улице был построен стадион «Спартак» по проекту архитектора Т. М. Бутаевой.
В 2014 году было построено здание первого на Кавказе IT-парка «Алания».

## Объекты
Объекты культурного наследия России
- д. 1 — в этом жоме жил в 1959—1981 годах заслуженный художник СОАССР Батр Николаевич Калманов.
- д. 1б — в этом доме жил в 1960—1973 годах участник Гражданской войны Евгений Игнатьевич Морозов.
- Дом художника (во дворе домов 1 — 1в) — в этом доме была мастерская-квартира известного художника, кинорежиссёра Азанбека Джанаева.
- На территории Комсомольского парка:
  - Памятник воинам-комсомольцам Осетии, погибшим в годы Великой Отечественной войны 1941—1945 гг. (№ 1500021000)
  - Братская могила, в которой похоронены председатель Владикавказского Совета рабочих и солдатских депутатов Фома Георгиевич Камалов и большевики Иван Николаевич Никитин, Федор Иванович Серобабов, Саламон Яковлевич Шмулевич, Огнев, погибшие в 1918 г. при ликвидации горско-казачьего мятежа (№ 1530428000)

Другие объекты
- 41 — Владикавказский колледж электроники.[6]
- Комсомольский парк[7].

## Транспорт
В 1970—1980-х годах по улице проходила трасса автобусного маршрута № 8.
С 1984 по 2010 годы по улице Шмулевича от улицы Ватутина до Пушкинской улицы проходила троллейбусная линия.